# Basketballnationalmannschaft der Amerikanischen Jungferninseln
Die Basketballnationalmannschaft der Amerikanischen Jungferninseln der Herren vertritt die Amerikanischen Jungferninseln bei Basketball-Länderspielen. Sie gehört zu den besseren Nationalmannschaften innerhalb des karibischen Raumes und ist mehrfacher Medaillengewinner bei den Zentralamerikameisterschaften. 
Zu mehr als vier Teilnahmen an den kontinentalen Amerikameisterschaften reichte es jedoch nicht. Eine Teilnahme an einer globalen Endrunde wie den Weltmeisterschaften oder den Olympischen Spielen gelang in der Vergangenheit nicht.

## Geschichte
Der bekannteste, in den Amerikanischen Jungferninseln gebürtige Spieler ist der mehrfache NBA-MVP und NBA All-Star Tim Duncan. Als Bürger eines Außengebiets der Vereinigten Staaten konnte er jedoch auch Mitglied der Basketballnationalmannschaft der Vereinigten Staaten werden und wurde mit dieser Bronzemedaillengewinner bei den Olympischen Spielen 2004. Obwohl Duncan nie für die Nationalmannschaft seiner Heimat Amerikanische Jungferninseln spielte, konnte diese gleichwohl während seiner aktiven Zeit ihre größten Erfolge feiern. 
Nach einem siebten Platz bei den Amerikameisterschaften 2001, der bis dato besten Platzierung bei diesem Wettbewerb, gewann man 2006 und 2008 zweimal hintereinander die Silbermedaille bei den Zentralamerikameisterschaften. Zuvor hatte man nur zu Beginn der Nationalmannschaft 1967 eine Bronzemedaille bei diesem Wettbewerb gewonnen. Zu den Silbermedaillengewinnern für die Amerikanischen Jungferninseln gehörten unter anderem die in europäischen Ligen aktiven Cuthbert Victor und Walter Hodge sowie Carl Krauser, Frank Elegar und Jason Edwin, die in der deutschen Basketball-Bundesliga aktiv gewesen waren. 
Ferner gehörte Kevin Sheppard zu den Medaillengewinnern, der später Prominenz errang durch den über ihn gedrehten Dokumentarfilm „The Iran Job“. Bei den folgenden Kontinentalmeisterschaften 2007 und 2009 blieb man jedoch in der Vorrunde sieglos und konnte den siebten Platz von 2001 nicht verbessern.
Das wichtigste Turnier für die Nationalmannschaft sind die karibischen Meisterschaften der Caribbean Basketball Confederation (CBC), über deren Meisterschaften man sich zunächst für die Zentralamerikameisterschaft qualifizieren muss. Diese Meisterschaft war früher als CARICOM-Meisterschaft bekannt.

## Abschneiden bei internationalen Wettbewerben

### Weltmeisterschaften
| - 1967 bis 2014 – nicht qualifiziert |

### Olympische Spiele
| - 1968 bis 2012 – nicht qualifiziert |

### Amerikameisterschaften
| - 1980 bis 1999 - nicht qualifiziert - 2001 – 7. Platz - 2003 – 10. Platz - 2005 – nicht qualifiziert - 2007 – 10. Platz | - 2009 – 10. Platz - 2011 – nicht qualifiziert - 2013 – nicht qualifiziert - 2017 – 4. Platz |

### Panamerikanische Spiele
| - 1967 – nicht qualifiziert - 1971 – 11. Platz - 1975 – 10. Platz - 1979 – 10. Platz - 1983 – nicht qualifiziert - 1987 – 10. Platz | - 1991 – nicht qualifiziert - 1995 – nicht qualifiziert - 1999 – nicht qualifiziert - 2003 – nicht qualifiziert - 2007 – 8. Platz - 2011 – nicht qualifiziert |

### Zentralamerikanische Meisterschaften
| - 1965 – 5. Platz - 1967 – . Platz - 1969 bis 1981 - nicht qualifiziert - 1985 – 5. Platz - 1987 – nicht qualifiziert - 1989 – 6. Platz - 1991 – nicht platziert | - 1993 – 6. Platz - 1995 – nicht qualifiziert - 1997 – 5. Platz - 1999 – 6. Platz - 2001 – 4. Platz - 2003 – 4. Platz - 2004 – nicht qualifiziert - 2006 – . Platz | - 2008 – . Platz - 2010 – 9. Platz - 2012 – 7. Platz |